# Ньюбон
Ньюбон (англ. Newbawn; ирл. An Bábhún Nua) — деревня в Ирландии, находится в графстве Уэксфорд (провинция Ленстер) у трассы R735.
В деревне есть начальная школа и католическая церковь с прилегающим к ней кладбищем.

## Демография
Население — 204 человека (по переписи 2006 года). В 2002 году население составляло 169 человек.
Данные переписи 2006 года:
| Общие демографические показатели |               |                               |                               |      |      |
| Всё население                    | Всё население | Изменения населения 2002—2006 | Изменения населения 2002—2006 | 2006 | 2006 |
| 2002                             | 2006          | чел.                          | %                             | муж. | жен. |
| 169                              | 204           | 35                            | 20,7                          | 104  | 100  |